# 格連吉克
44°33′N 38°5′E / 44.550°N 38.083°E

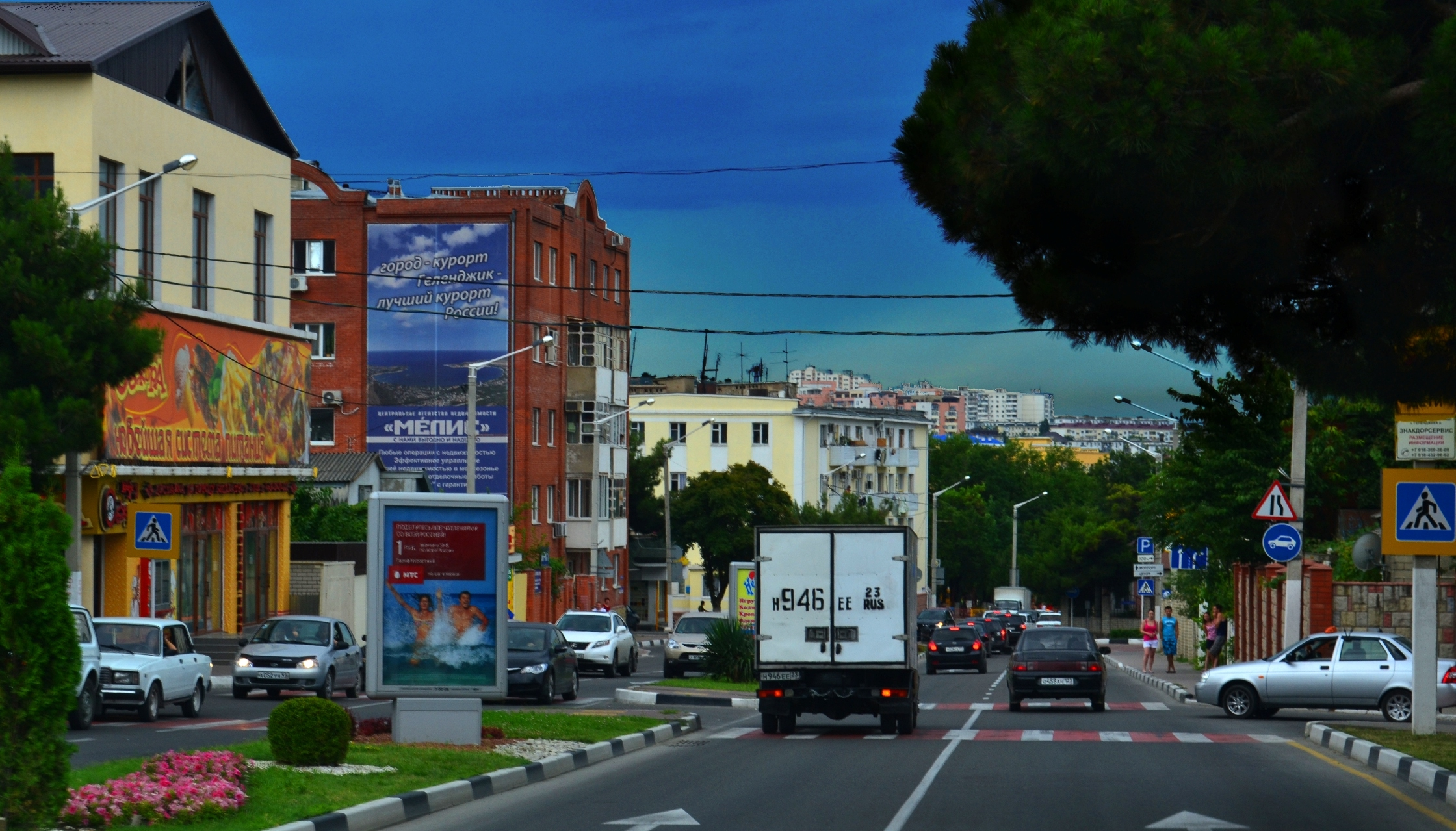

格連吉克（羅馬化：Gelendzhik）是俄羅斯克拉斯諾達爾邊疆區西部的一個城市，位於黑海沿岸，為一渡假城市。距新羅西斯克東南31公里、圖阿普謝西北93公里，克拉斯諾達爾87公里。2002年人口50,012人。
早於古希臘時代有殖民者的活動。現在的城市在1831年建立，1915年設市。

## 知名建筑
- 普京宫

## 姐妹城市
- 英国 布萊斯谷
- 法國 昂古萊姆
- 德国 希爾德斯海姆
- 希腊 Kalyvia, Laconia